# Cornelis van Poelenburch
Cornelis van Poelenburch, Poelenburch ook gespeld als Poelenborch, Poelenburg of Poelenburgh (Utrecht, 1594/1595 - Utrecht, 12 augustus 1667), was een Nederlands kunstschilder van Italiaanse landschappen.

## Leven
Poelenburch was een leerling van Abraham Bloemaert te Utrecht. Na zijn opleiding reisde hij rond 1617 naar Italië, waar hij zich bij de Bentvueghels aansloot, de club van Nederlandse schilders te Rome. Zijn bijnaam daar was Satyr. Evenals zijn generatiegenoot Bartholomeus Breenbergh uit Amsterdam werd hij in Rome sterk beïnvloed door de landschappen van Paul Bril en de werken van Adam Elsheimer, en hij begon zelf Italiaanse landschappen te schilderen, die opvielen door een meer naturalistische benadering dan tot dan toe gebruikelijk.
Hij had in Rome veel succes en kreeg onder meer opdrachten van groothertog Cosimo II de' Medici. Rond 1625 keerde Poelenburch terug naar Utrecht, waar hij een studio opzette. Hij had veel leerlingen en genoot veel aanzien met zijn kleine kabinetstukjes. Rubens kocht bij zijn bezoek aan Utrecht in 1627 enkele schilderijen van Poelenburch. In 1631 maakte hij een reis naar Parijs en op uitnodiging van koning Karel I werkte hij van 1637 tot 1641 in Londen. De Utrechtse verzamelaar baron van Wyttenhorst bezat vijfenvijftig schilderijen van hem en in de verzameling van stadhouder Frederik Hendrik was geen andere schilder zo goed vertegenwoordigd als Poelenburch.

## Werk

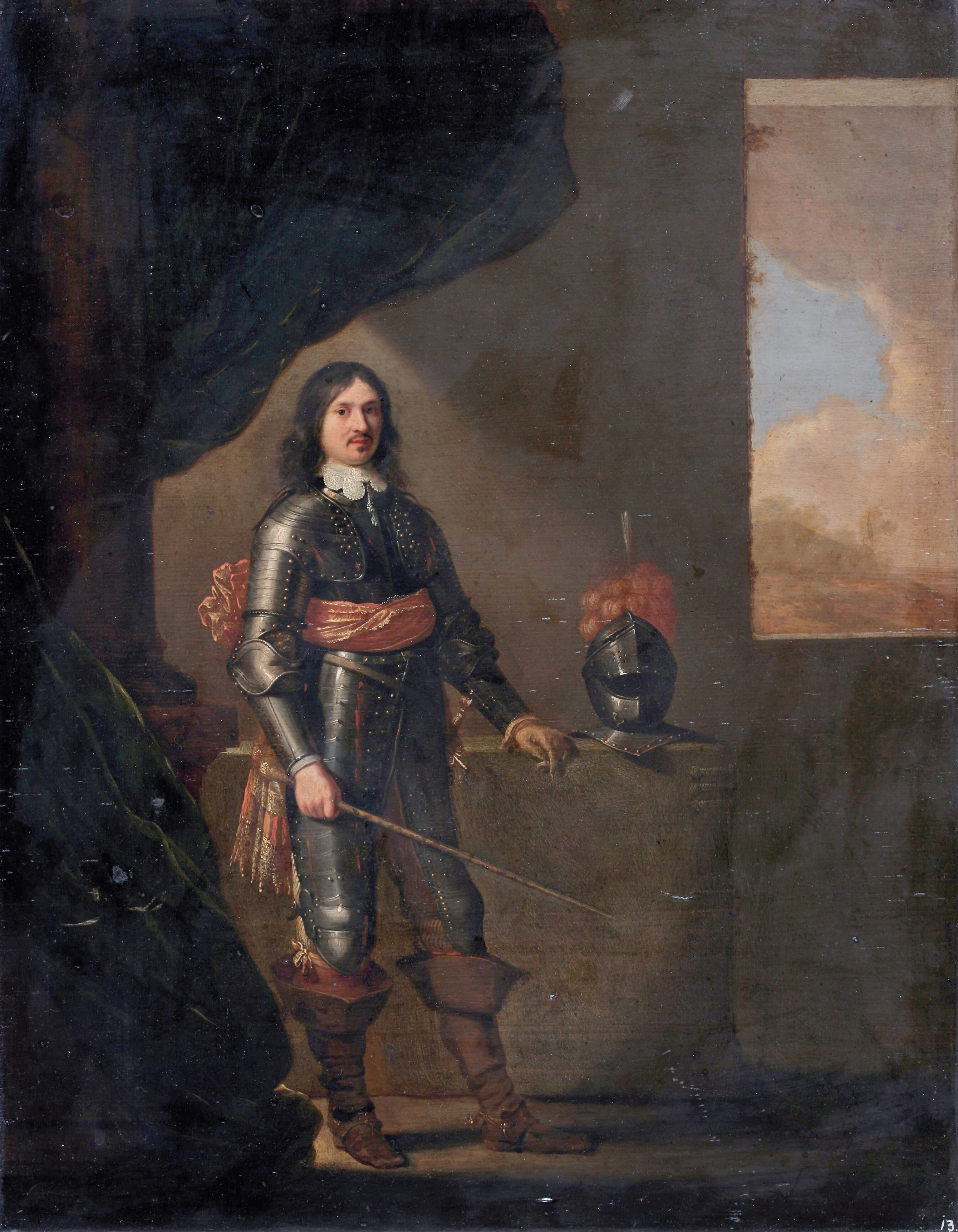
Portret van Wilhelm Vincent van Wyttenhorst (1613-1674) door Bartholomeus van der Helst, Cornelis van Poelenburch, Jan Both en Jacob Duck, 1644, LWL Museum, Münster

Poelenburch schilderde kleine, verfijnde schilderijen op paneel of koper van Italiaanse landschappen met voorstellingen van Bijbelse, mythologische of literaire onderwerpen. Het zijn arcadische taferelen gestoffeerd met vaak naakte figuren en ruïnes en door een helder licht beschenen. Hij werkte samen met andere Utrechtse schilders. Zo stoffeerde hij landschappen van Jan Both en interieurstukken van Bartholomeus van Bassen met figuurtjes. Poelenburch wordt gerekend tot de eerste generatie italianisanten en oefende een grote invloed uit op schilders van zijn eigen generatie, zoals Breenbergh, en op schilders van volgende generaties, zoals Herman van Swanevelt, Nicolaes Berchem, Jan Both en Jan Baptist Weenix.

## Inwijding
Tijdens zijn 'doopdienst', het inwijdingsritueel droeg hij een zelf gemaakt gedicht voor in het Italiaans
Baci soavi e cari
Cibo de la mia vita
Ch'or mi rubate, hor me rendete il core,
Per voi convien ch'impari
Come un'alma rapita
Non sente il duol di morte, e pur si muove.
Quant'ha di dolce amore
Perche sempre mi baci?
O dolcissime rose,
In voi tutto ripose
E s'io potessi in vostri dolci baci
La mia vita finire
O che dolce morire!